# 12 Heures de Sebring 1978
Navigation
Édition précédente Édition suivante
Les 12 Heures de Sebring 1978 sont la 26e édition de l'épreuve et la 2e manche du championnat IMSA GT 1978. Elles ont été remportées le 18 mars 1978 par la Porsche 935 no 9 pilotée par Brian Redman, Charles Mendez (de) et Bob Garretson.

## Circuit

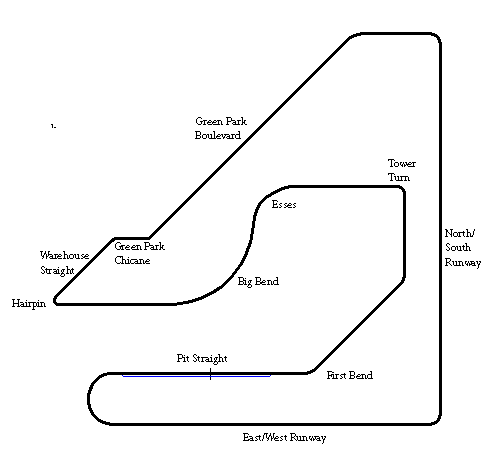
Le Sebring International Raceway, cadre des 12 Heures de Sebring 1978.

Les 12 Heures de Sebring 1978 se déroulent sur le Sebring International Raceway situé en Floride. Il est composé de deux longues lignes droites, séparées par des courbes rapides ainsi que quelques chicanes. Le tracé actuel diffère de celui de l'époque. Ce tracé a un grand passé historique car il est utilisé pour des courses automobiles depuis 1950. Ce circuit est célèbre car il a accueilli la Formule 1.

## Résultats
Voici le classement au terme de la course.
- Les vainqueurs de chaque catégorie sont signalés par un fond jauni.

| 1            | GTX | 9  | Dick Barbour Performance    | Brian Redman Charles Mendez (de) Bob Garretson  | Porsche 935            | 240 |
| 2            | GTX | 95 | Bob Hagestad                | Bob Hagestad Hurley Haywood                     | Porsche 935            | 240 |
| 3            | GTX | 13 | Ore House - Vail            | Hal Shaw Tom Spalding                           | Porsche 935            | 239 |
| 4            | GTO | 33 | JLP Racing                  | John Paul Bonky Fernandez                       | Porsche Carrera RSR    | 233 |
| 5            | GTX | 32 | Earle & Akin Racing         | Steve Earle Bob Akin Rick Knoop                 | Porsche Carrera RSR    | 225 |
| 6            | GTU | 77 | Bill Scott Racing           | Francisco Romero Ernesto Soto                   | Porsche 911            | 219 |
| 7            | GTU | 42 | El Sol Racing               | Chiqui Soldevilla Luis Gordillo                 | Porsche 911S           | 213 |
| 8            | AC  | 96 | Unicure                     | Gene Felton Vince Gimondo                       | Buick Skylark          | 209 |
| 9            | GTU | 62 | Bill Koll                   | Bill Koll David Hamren Dennis Sherman           | Porsche 914/6          | 209 |
| 10           | GTO | 03 | Cliff Gottlob               | Cliff Gottlob Danny Terrill                     | Chevrolet Corvette     | 199 |
| 11           | GTU | 99 | Bob Bondurant               | Steve Cook Bill Cooper Ron Southern             | Datsun 260Z            | 198 |
| 12           | GTO | 57 | Sebring Racing              | Terry Keller Bob Gray Nort Northam              | Chevrolet Corvette     | 197 |
| 13           | GTU | 36 | Case Racing                 | Ron Case Dave Panaccione Jack Rynerson          | Porsche 911            | 196 |
| 14           | GTU | 50 | Fritz Hochreuter            | Fritz Hochreuter Rudy Bartling Rainer Brezinka  | Porsche 911            | 189 |
| 15           | GTO | 48 | Autodyne                    | Luis Sereix Lyn St. James Phil Currin           | Chevrolet Corvette     | 186 |
| 16           | GTU | 01 | Roehrig Racing Inc.         | Dave White Dana Roehrig Gary Mesnick            | Porsche 911            | 185 |
| 17           | AC  | 92 | Road Atlanta                | Dave Sloyer Jim Fitzgerald                      | Plymouth Volaré        | 184 |
| 18           | GTU | 01 | Rennsport Porsche Works     | Michael Callas Peter Papke Jim Cook             | Porsche Carrera        | 182 |
| 19           | GTU | 89 | Barrick Motor Racing        | Rusty Bond Ren Tilton                           | Porsche 911            | 181 |
| 20           | GTX | 05 | Saltwater Band              | Stephen Bond Philip Dann                        | Chevrolet Monza        | 181 |
| 21           | GTU | 85 | John Hulen                  | John Hulen Ron Coupland Nick Engels             | Porsche 914/6          | 174 |
| 22           | GTU | 93 | Whittington Bros.           | Don Whittington Russ Boy                        | Porsche 934/5          | 172 |
| 23           | GTU | 70 | Race Car Ent.               | Marion Speer (de) Windle Turley                 | Porsche 911S           | 168 |
| 24           | GTU | 71 | Foreign Exchange Racing     | John Higgins Tim Cooper James King              | Porsche 911            | 168 |
| 25           | GTU | 88 | Hamilton House Racing       | Joseph Hamilton Chuck Wade Ron Collins          | Porsche 911            | 167 |
| 26           | GTU | 52 | Native Tan                  | Charles Kleinschmidt Lee Culpepper William Koch | MGB GT                 | 160 |
| 27           | GTU | 21 | DiLella Racing              | Vince DiLella Manuel Cueto                      | Porsche 914/4          | 152 |
| 28           | GTO | 91 | Framm Promotions W. Frank   | Werner Frank Roger Schramm                      | Porsche Carrera RSR    | 140 |
| 29           | GTU | 35 | Team Beilcke                | Bruno Beilcke Sepp Grinbold Alf Gebhardt        | BMW 2002               | 123 |
| 30           | GTO | 12 | George Garcia               | George Garcia Daniel Vilarchao                  | Chevrolet Corvette     | 122 |
| 31           | GTU | 61 | Faza Squadra                | Al Cosentino Jim Downing                        | Mazda RX-3             | 116 |
| 32           | GTX | 38 | Meldeau Tire Co.            | Mike Meldeau Bill McDill                        | Chevrolet Camaro       | 113 |
| 33           | GTX | 17 | Kenneth LaGrow              | Kenneth LaGrow Jimmy Tumbleston                 | Chevrolet Camaro       | 112 |
| 34           | GTX | 02 | David Redszus               | David Redszus Merv Rosen                        | BMW 2002               | 111 |
| 35           | GTX | 28 | Desperado Racing            | Clif Kearns Marty Hinze Stephen Behr            | Porsche 935            | 79  |
| Ausgefallen  |     |    |                             |                                                 |                        |     |
| 36           | GTO | 25 | KWM Racing                  | Kenper Miller Walt Bohren                       | BMW 3.5 CSL            | 211 |
| 37           | GTO | 58 | Diego Febles Racing         | Diego Febles Alec Poole                         | Porsche Carrera RSR    | 197 |
| 38           | GTO | 07 | Morrison's Inc.             | Dave Cowart Nick Craw Joe Castellano (de)       | Porsche Carrera RSR    | 165 |
| 39           | GTU | 00 | Red Roof Inns               | Steve Southard Jim Trueman                      | Porsche 914            | 164 |
| 40           | GTU | 51 | Wynn's International        | John Hotchkis Robert Kirby Dennis Aase          | Porsche 911            | 142 |
| 41           | GTO | 14 | Robert LaMay                | Robert LaMay Richard Valentine Larry Parker     | Ford Mustang           | 140 |
| 42           | GTU | 08 | Terry Wolters               | Terry Wolters Wayne Miller                      | Porsche 911S           | 129 |
| 43           | GTX | 2  | McLaren North America       | David Hobbs Milt Minter Tom Klausler            | BMW 320i Turbo         | 119 |
| 44           | GTX | 09 | Belcher Racing              | Gary Belcher Doc Bundy                          | Porsche 934/5          | 115 |
| 45           | GTU | 34 | Drolsom Racing Inc.         | George Drolsom Hugh Davenport                   | Porsche 911S           | 98  |
| 46           | GTU | 84 | Worldparts                  | Bob Speakman John Maffucci                      | Datsun 260Z            | 98  |
| 47           | AC  | 47 | Tim Chitwood                | Tim Chitwood Sam Fillingham K. P. Jones         | Chevrolet Nova         | 90  |
| 48           | GTO | 87 | Pedro Vazquez               | Pedro Vazquez Ron Oyler                         | Porsche 911            | 83  |
| 49           | GTX | 06 | R. V. Shulnburg Scrap Metal | Robert Shulnburg Dave Heinz Michael Keyser      | Chevrolet Corvette     | 83  |
| 50           | GTX | 24 | Executive Industries        | Tom Frank Bob Bergstrom                         | Porsche Carrera RSR    | 77  |
| 51           | GTO | 46 | Mauricio de Narváez         | Mauricio de Narváez Albert Naon                 | Porsche Carrera RSR    | 76  |
| 52           | GTU | 27 | Miami Auto Racing           | Ray Mummery Jack Refenning Tom Sheehy           | Porsche 911S           | 70  |
| 53           | AC  | 0  | Chesrown Olds               | Gene Rutherford Tom Wallace Kathy Wallace       | Oldsmobile Cutlass     | 66  |
| 54           | GTX | 3  | Bill Freeman Racing         | Bill Freeman Bob Harmon Byron Leydecker         | Porsche Carrera RSR    | 62  |
| 55           | GTX | 73 | Howey Farms                 | Clark Howey Dale Koch                           | Chevrolet Camaro       | 50  |
| 56           | GTO | 4  | B. R. Racing Team           | Mark Leuzinger Mike Van der Werff               | De Tomaso Pantera      | 48  |
| 57           | GTX | 6  | Dick Barbour Performance    | Dick Barbour Rolf Stommelen Manfred Schurti     | Porsche 935/77A        | 47  |
| 58           | GTX | 11 | Javier Garcia               | Javier Garcia                                   | Chevrolet Corvette     | 46  |
| 59           | GTX | 41 | Jones Ind. Racing           | Herb Jones Steve Faul                           | Chevrolet Camaro       | 45  |
| 60           | GTU | 76 | Quality Inn                 | Frank Thomas Lee Mueller Paul May               | Porsche 911            | 43  |
| 61           | GTU | 19 | Hallet Motor Racing Circuit | Anatoly Arutunoff Brian Goellnicht José Marina  | Lancia Stratos         | 34  |
| 62           | GTU | 19 | Bob Beasley                 | Bob Beasley Bruce Jennings                      | Porsche Carrera RSR    | 30  |
| 63           | GTU | 45 | Vann's Auto Body            | Gary Steele Jim Gaeta Bob Zulkowski             | Porsche 911            | 28  |
| 64           | GTO | 20 | Bostyan Racing              | Richard Bostyan Jerry Thompson Donald Yenko     | Chevrolet Corvette     | 26  |
| 65           | GTO | 30 | Mandy Gonzalez              | Mandy Gonzalez Hiram Cruz Manuel Villa          | BMW 3.0 CSL            | 25  |
| 66           | AC  | 80 | Herb Adams                  | Herb Adams Pat Bedard Marv Thomson              | Oldsmobile Cutlass     | 21  |
| 67           | GTX | 86 | Team Pantera                | Hugh Kleinpeter Jef Stevens                     | De Tomaso Pantera GT4K | 17  |
| 68           | GTO | 04 | Rick Thompkins              | Rick Thompkins Randy Blessing                   | Chevrolet Corvette     | 15  |
| 69           | GTX | 59 | Brumos Porsche              | Peter Gregg Brad Frisselle                      | Porsche 935            | 11  |
| 70           | GTO | 23 | Overbagh Motor Racing       | Hoyt Overbagh Billy Hagan Bud Wamsley           | Chevrolet Monza        | 8   |
| 71           | GTU | 78 | Abingdon Ashley Motors      | Rod Bremner Don McKnight                        | Triumph TR7            | 7   |
| 72           | GTU | 49 | Ted Schumacher Racing       | Ted Schumacher Robert Hubbard John Kelly        | Triumph GT6            | 7   |
| 73           | GTX | 7  | Heimrath Racing             | Ludwig Heimrath Norm Ridgely                    | Porsche 935            | 6   |
| 74           | GTX | 40 | Quintana Racing             | Manuel Quintana Richard Stone                   | Ford Mustang           | 5   |
| 75           | GTX | 1  | Dale Kreider Racing         | Dale Kreider Jack Baldwin                       | Chevrolet Corvette     | 4   |
| 76           | GTX | 54 | Raul Garcia                 | Joaquin Lopez Raul Garcia                       | Chevrolet Camaro       | 2   |
| Non-partants |     |    |                             |                                                 |                        |     |
| 77           | GTU | 16 | Striped Tiger Racing        | Dan Slodowick Cliff McCandles Jay Miller        | Porsche 914/6          |     |
| 78           | GTU | 61 | Juan Montalvo               | Juan Montalvo Tony Garcia                       | Ford Escort            |     |
| Non-qualifié |     |    |                             |                                                 |                        |     |
| 79           | GTX | 65 | Ahmed Valhuerdi             | Ahmed Valhuerdi Bruce Jernigan                  | Shelby GT350           |     |